# Fabrizio Monteverde
Fabrizio Monteverde (Roma, 1958) è un coreografo italiano.

## Biografia
Del 1985 è La Boule de neige una coreografia danzata allora dalla compagnia Baltica e selezionata all'interno del Progetto Ric.Ci per essere riportata in scena a partire dal 2013.
Autore nel 1986 della piece Pallida Duna ispirata ad un racconto di Ionesco che ottenne un buon successo di critica.
Per la Compagnia giovanile ‘Junior Balletto di Toscana’ produce Coppélia. Nel 1989 è la volta di Romeo e Giulietta, riportando sul palcoscenico la nota tragedia di William Shakespeare dal punto di vista di Giulietta che incarna perfettamente il filone italiano del neoclassicismo.
Nel 1996 vince il premio “Gino Tani” e il premio “Danza & Danza” come miglior coreografo italiano.